# Síndrome de París

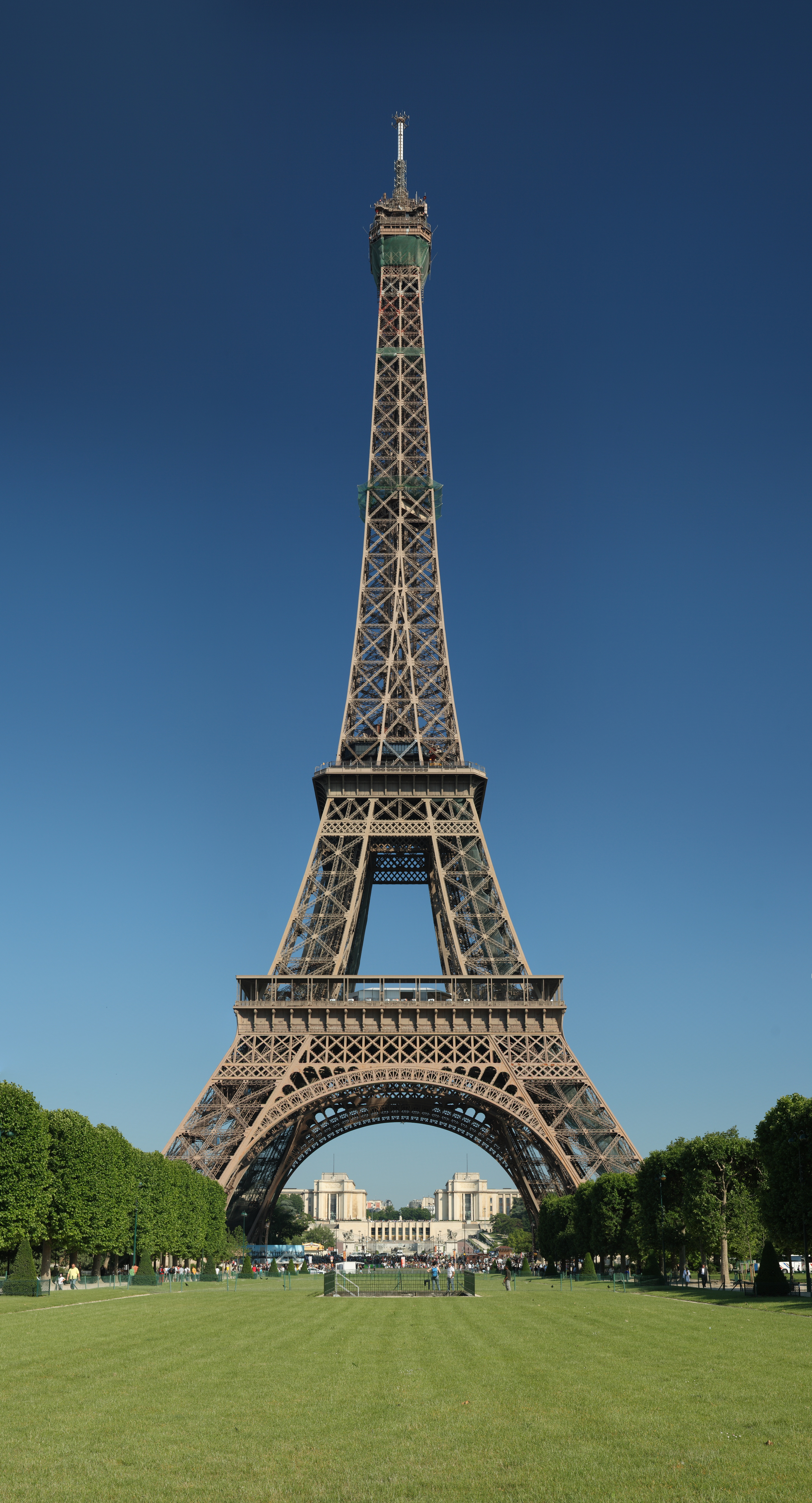
La Torre Eiffel a París

La Síndrome de París (en francès Syndrome de Paris; en japonès パリ症候群, Pari shōkōgun) és un trastorn psicològic temporal que es troba en alguns individus que visiten o estan de vacances a París o a qualsevol altre lloc de l'oest d'Europa. Es caracteritza per un nombre de símptomes psiquiàtrics com deliris, al·lucinacions, mania persecutòria (percepció de ser una víctima de prejudicis, agressions o hostilitat per part d'altri), despersonalització, ansietat i, fins i tot, símptomes psicosomàtics com marejos, taquicàrdies, suor i altres. Altres síndromes similars són la síndrome de Jerusalem o la síndrome de Stendhal.
Cada any es diagnostiquen aproximadament 20 casos d'aquesta síndrome.

## Història i primers casos
El diagnòstic del primer cas documentat de síndrome de París s'atribueix al professor Hiroaki Ota, un psiquiatre japonès que treballa a França. Treballs posteriors de Youcef Mahmoudia, de l'Hospital Hôtel-Dieu de París, van confirmar que la síndrome de París és una manifestació psicopatològica relacionada amb el viatge, més que una síndrome del viatjant. Les seves teories indiquen que l'emoció de visitar París provoca que el cor s'acceleri, manca de respiració i marejos, i en alguns casos fins i tot al·lucinacions.

## Causes
Algunes de les causes apuntades com a causants de la síndrome de París són:
1. Barrera lingüística: pocs japonesos parlen francès, així com pocs francesos parlen japonès. Es considera aquesta la principal causa, i la que ajuda a agreujar la resta.
2. Diferència cultural: hi ha grans diferències entre les formes de fer entre japonesos i francesos. Els francesos es poden comunicar a un nivell més informal, en comparació amb la rígida i formal cultura japonesa, un fet que suposa una gran dificultat per a les persones d'origen japonès.
3. Imatge idealitzada de París: també s'especula amb la possibilitat que moltes persones no puguin assimilar la diferència entre la imatge idealitzada de París (la ciutat de la bellesa, el romanticisme i l'amor), sobretot procedent de revistes i pel·lícules, amb la veritable imatge de la ciutat (àrees desorganitzades i brutes, soroll, etc).
4. Esgotament: la combinació entre una agenda d'actes molt atapeïda i el jet-lag influeixen molt en la salut mental d'aquests viatgers.